# Carl Merck (Unternehmer)

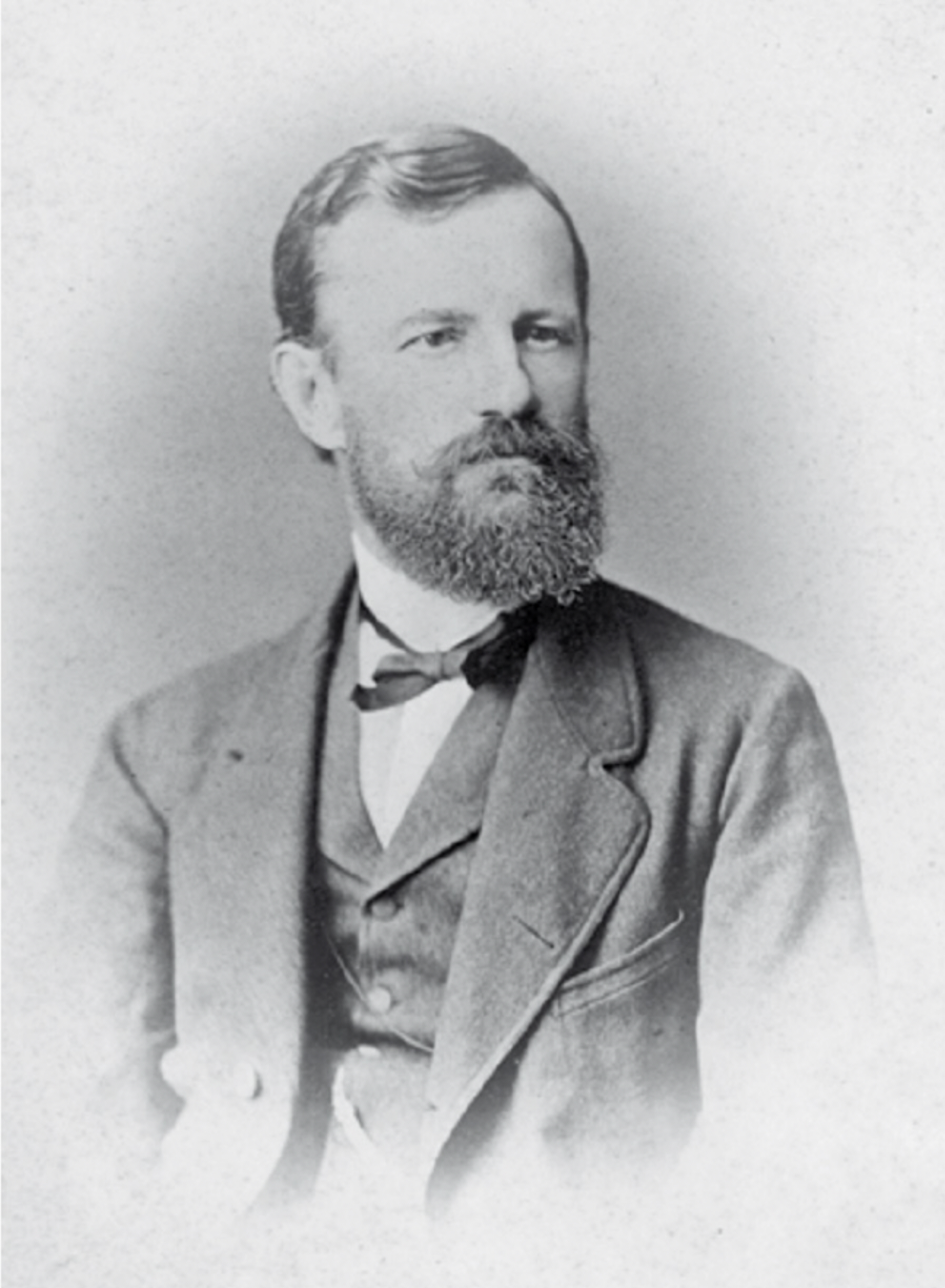
Carl Merck

Carl Wilhelm Merck (* 6. Dezember 1823 in Darmstadt; † 1. März 1885 ebenda) war ein deutscher Drogist und Unternehmer.

## Leben
Carl Merck war der älteste unter den drei Söhnen des Darmstädter Apothekers Heinrich Emanuel Merck, Gründer des Pharmazieunternehmens Merck, und dessen Frau Charlotte Magdalena Elisabeth Merck geborene Hoffmann (1797–1877).
Nach einer Ausbildung als Drogist sowie einigen Jahren der Berufstätigkeit in Paris und London trat er 1850 – wie später auch seine Brüder Georg (Apotheker) und Wilhelm (Chemiker) –  als gleichberechtigter Inhaber in die der Familie gehörende Engel-Apotheke bzw. die unter dem Namen E. Merck bestehende Geschäftssozietät ein. Nach dem Tod des Vaters 1855 führten die Brüder das Unternehmen gemeinsam weiter, wobei Carl Merck bis zu seinem Tod 1885 – inzwischen mit dem Ehrentitel Kommerzienrat ausgezeichnet – als deren kaufmännischer Leiter fungierte. 
Carl Merck war auch sozial engagiert. Zusammen mit dem Bankier Otto Wolfskehl und anderen Darmstädter Bürgern gründete er 1864 den Bauverein für Arbeiterwohnungen.
Carl Merck war mit der aus Altenburg bei Alsfeld stammenden Unternehmertochter Marie Susanne Hoffmann (1824–1899) verheiratet. Sie hatten sieben gemeinsame Kinder: Marie (1849–1929; verheiratet mit dem späteren Staatsminister Karl Rothe), Carl Johann Heinrich Emanuel (1851–1904), Georg (1853–1854), Louis Christoph Wilhelm (1854–1913), Carl (1856–1936), Henriette (1861–1917; verheiratet mt August Karl Weber) und Alfred (1865–1879).